# Denis Montebello
 (juin 2014).
Si vous disposez d'ouvrages ou d'articles de référence ou si vous connaissez des sites web de qualité traitant du thème abordé ici, merci de compléter l'article en donnant les références utiles à sa vérifiabilité et en les liant à la section « Notes et références ».
Denis Montebello, né le 12 mars 1951 à Épinal, est un écrivain français .

## Biographie
Il fait ses études à Épinal puis à Nancy (hypokhâgne et khâgne au lycée Henri Poincaré, lettres classiques à l'Université Nancy-II). Il habite à La Rochelle où il enseigne la littérature[réf. nécessaire]. Anime des ateliers d'écriture.
Fait partie du Conseil de rédaction de la revue ORACL (revue trimestrielle de création littéraire publiée par l'Office Régional d'Action Culturelle, Musée Sainte-Croix, 86000 Poitiers), avec Georges Bonnet, Jacques Châtain, Pierre Dubrunquez, Thierry Guinhut, Sylvie Jaudeau, Joseph Rouffanche, Jean Rousselot, James Sacré, Guy Valensol, Jean-Claude Valin, puis du Comité Directeur. Rédacteur en chef (avec Thierry Guinhut) de 1985 à 1988, il compose le N°15-16 (Un dîner de textes, printemps 1986), et le N° 23-24 (Les ruines, été 1988).
Anime puis dirige, jusqu'en 2012, l'association Quai des Lettres qui reçoit et présente, à La Rochelle, des écrivains.
Il collabore régulièrement à la revue L'Actualité Nouvelle-Aquitaine pour laquelle il rédige la rubrique Saveurs en collaboration avec le photographe et écrivain Marc Deneyer et le dessinateur Glen Baxter. Ses textes ont été publiés notamment par les éditions Fayard et Le Temps qu’il fait.
S'il s'intéresse aux saveurs, c'est pour réconcilier saveur et savoir, pour redonner du goût aux mots, le goût des mots. Il les regarde aussi en archéologue, comme des traces, des fossiles qui s'incrustent dans notre présent. Des vestiges où mettre ses pas.

## Œuvres
- Le Sentiment océanique, avec un parcours de signes d'André Reynaud, Rumeur des Âges, 1988 (texte « mouvementé » par Régine Chopinot et le Ballet Atlantique et présenté en 2002 à La Rochelle, Lübeck et Poitiers)
- Richard Texier ou le droit d’épave, Le Temps qu’il fait, 1989
- Champignons pour mémoire, La Licorne, 1990
- Verrines, Hautécriture, 1990
- Moi, Petturon, prince celte, éditions de l’Aube, 1992
- Le Bateau de sauvetage, Cheyne éditeur, 1993
- Bleu cerise, Le Temps qu’il fait, 1995
- Contes et légendes du Poitou et des Charentes, Nathan, 1997 et 1999
- Au dernier des Romains, Fayard, 1999
- Filature et tissage, Fayard, 2000
- Trois ou quatre, Fayard, 2001
- Au café d’Apollon, Dumerchez, 2001
- Archéologue d’autoroute, Fayard, 2002
- Fouaces et autres viandes célestes, Le Temps qu’il fait, 2004, Prix du Livre en Poitou-Charentes, Prix des Mouettes, et Prix Erckmann-Chatrian (bourse de la monographie)
- Couteau suisse, Le Temps qu’il fait, 2005
- Le diable l’assaisonnement, Le Temps qu’il fait, 2007, Prix Madeleine La Bruyère (Académie de Saintonge)
- Mon secret, de Pétrarque , lu par Denis Montebello, Le Cerf, collection L'abeille, janvier 2011
- Tous les deux comme trois frères, Le Temps qu'il fait, février 2012
- Aller au menu, Le Temps qu'il fait, mars 2015, Prix Littéraire Lorrain Georges Sadler (Académie de Stanislas)
- La Maison de la Gaieté, Le Temps qu'il fait, février 2017
- Ce vide lui blesse la vue , La Mèche Lente, mars 2018
- Comment écrire un livre qui fait du bien ?, Le Temps qu'il fait, avril 2018
- Un bel amas, Atlantique, janvier 2019
- Les Tremblants, Les Petites allées, février 2019
- Le Monde de M. Audin, photographies Vincent Clémot, Azimut, juillet 2019
- Fossile directeur, Le Temps qu'il fait, avril 2021
- Beaudésir, Le Réalgar[3], novembre 2021
- Le Titien à sa maman, Unicité, collection Éléphant blanc, juin 2023
- Fritillaires, Les Petites allées, octobre 2023
- Les Couleurs des Charentes en 1916-1920: collection Albert Kahn, Les éditions du Ruisseau, novembre 2023
- MA ROCHELLE et autres îles, Les éditions du Ruisseau, mars 2024

-
Pièce radiophonique
- Le Bonjour aux arbres, France Culture, 2002

### Traductions
Du latin
- L’Ascension du mont Ventoux, de Pétrarque, Séquences, 1990
- Lettre à la postérité, de Pétrarque, Le Temps qu’il fait, 1996
- Le Jardin de Priape, trois textes tirés de l’Appendix Vergiliana, Séquences, 1997
- Le Dernier Mot, organisé et présenté par Ana Rodriguez de la Robla, Le Cabinet de lecture, collection dirigée par Alberto Manguel, L'Escampette éditions, novembre 2012

De l’occitan
- La Mar quand i es pas / Absence de la mer, Joan-Pèire Tardiu, Jorn, 1997
- Las quatre rotas / Les Quatre routes, Joan-Pèire Tardiu, Fédérop, 2009
- A la peiralha / Parmi les pierres, Joan-Pèire Tardiu, revue À l'index, mai 2021